# Kansas City Scouts
De Kansas City Scouts was een ijshockeyteam uit de National Hockey League uit Kansas City (Missouri). Ze bestonden van 1974 tot 1976 waarna ze naar Denver, Colorado verhuisden om de Colorado Rockies te worden.
De Kansas City Scouts voegden zich in de NHL in het seizoen 1974-75 samen met de Washington Capitals. Door de strijd tussen de World Hockey Association, een andere competitie die min of meer rivaliseerde met de NHL, besloot de NHL om uit te breiden, onder meer dus met de Scouts. Maar doordat beide competities erg groot waren geworden, was het aantal spelers dat de teams konden versterken dun gezaaid. Hierdoor verloren in hun eerste seizoen de Capitals en de Scouts het grootste gedeelte van hun wedstrijden. Door het uitblijven van succes en het groeiende verlies in de financiële sfeer, moest het team Kansas City verlaten. Denver, Colorado, zou in 1975 een ijshockeyteam krijgen, maar dat ging op het laatste moment niet door. Vandaar dat de Scouts in 1976 naar Denver verhuisden om daar de Colorado Rockies te worden. Kansas was het eerste team, samen met de Oakland Seals, dat verhuisde van thuisstad sinds 1925. De Rockies bleven zelf ook niet lang bestaan: in 1982 werden ze de New Jersey Devils.